# Keiino

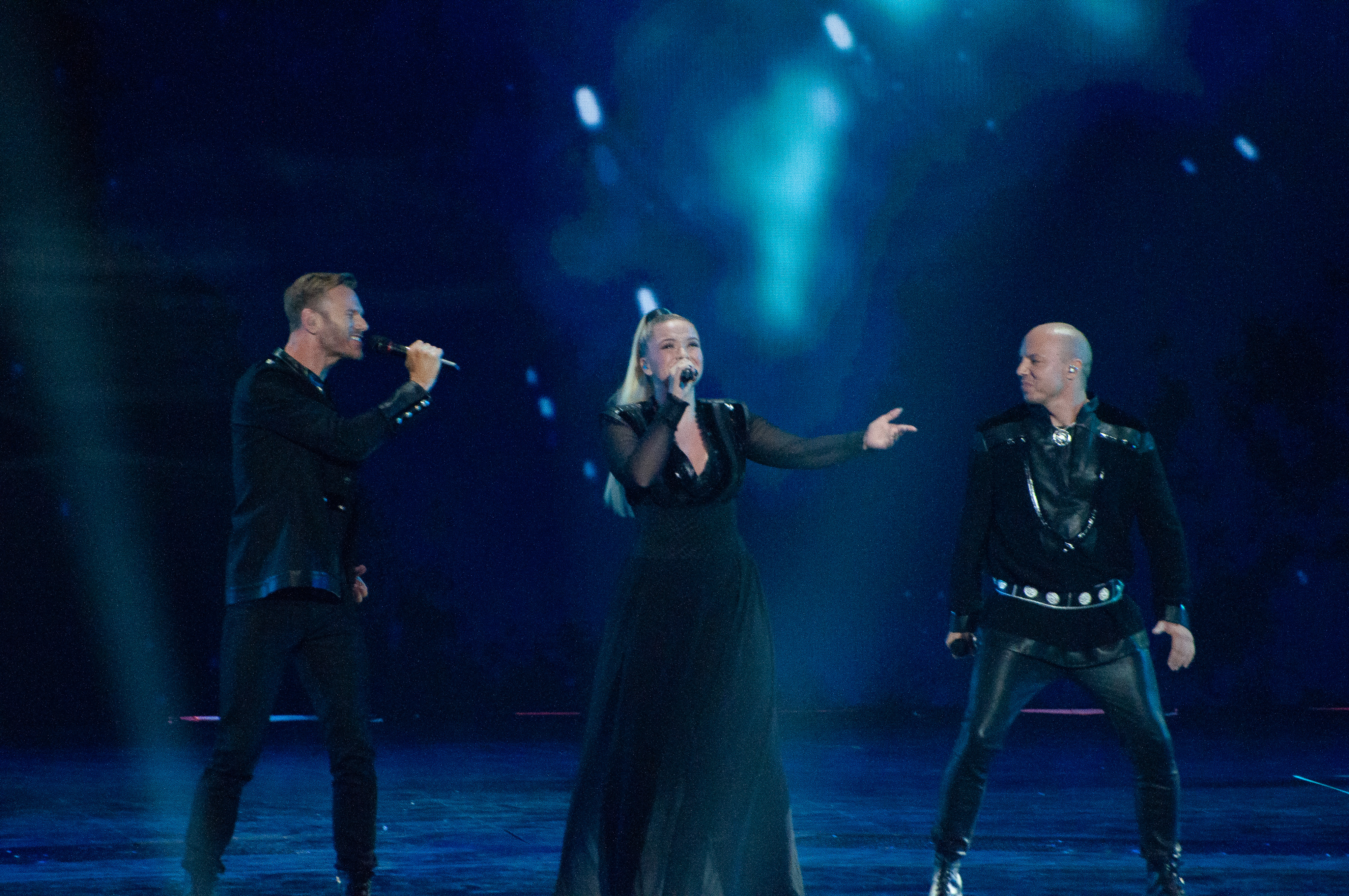
Keiino maj 2019.

Keiino (ofta stiliserad som KEiiNO, uttalad som kæino) är en norsk musikgrupp som består av samiska låtskrivaren, rapparen och jojkaren Fred Buljo och norska sångarna Alexandra Rotan och Tom Hugo. Gruppen skapades i slutet av 2018 för att delta i Melodi Grand Prix 2019. Som vinnare av Melodi Grand Prix 2019 representerade gruppen Norge i Eurovision Song Contest 2019 med låten "Spirit in the Sky" där de slutade på en sjätteplats med 331 poäng. De deltog även i Melodi Grand Prix 2021 med låten "Monument" som slutade på en andraplats efter vinnaren Tix och låten "Fallen Angel".